# サイモン・ジェフス
サイモン・ジェフス（Simon Jeffes、1949年2月19日 - 1997年12月11日）は、イングランドのクラシックの指導を受けたギタリスト、作曲家、編曲家。彼はペンギン・カフェ・オーケストラを結成し、その主要パフォーマーを務めた。アルバム『ペンギン・カフェ』においては作曲家を務めている。
また、映画『ザ・グレイト・ロックンロール・スウィンドル』のサウンドトラックの一部として、全英シングルチャートで7位に達したシド・ヴィシャス・バージョンの「マイ・ウェイ」でストリング・アレンジを担当し、セックス・ピストルズのプロデューサーであるビル・プライスをアシストしたことでも知られている。

## 生い立ちと死
ジェフスは1949年2月19日、サセックス州クローリーのモンタラン養護施設で、研究化学者のジェームス・ヘンリー・エリストン・ジェフスと、その妻アン・ホープ・マデリーン・ジェフス（旧姓クラッターバック）の息子として生まれた。
ジェフスは1997年12月11日、トーントンにて手術不能な脳腫瘍で亡くなり、ペンギン・カフェ・オーケストラは解散した。

## 参照
- ペンギン・カフェ (バレエ)
- ペンギン・カフェ・オーケストラ